# Druidordnar
Druidordnar är ordenssällskap som, på sinsemellan mycket skiftande sätt, använder symboler inspirerade av forntidens druider eller vad man vid skiftande tidpunkter trott sig veta om dessa. Druidordnarna är sinsemellan mycket olika varandra, delar inte historiskt ursprung och skall inte förväxlas med varandra. Ett antal samarbetsorgan existerar, men inget samarbetsorgan samlar alla druidordnar under ett gemensamt paraply, och många av druidordnarna förhåller sig avvaktande gentemot andra druidordnar.

## Sällskapsordnar
Engelsmannen Henry Hurle var ledande vid grundandet av The Ancient Order of Druids 1781. Syftet med ordenssällskapet var att idka välgörenhet, odla musik och vältalighet, inpränta etiska ideal bland medlemmarna, samt sammanföra medlemmarna i sällskapliga måltider. Ordenssällskapet var öppet för alla myndiga män som trodde på ett Högsta Väsende. De lokala enheterna kallades för lundar.
Ordenssällskapet drabbades på 1830-talet av splittring. Många medlemmar ville att ordenssällskapet skulle driva ett försäkringsbolag för medlemmars familjer, och många lokala lundar motsatte sig vad de ansåg vara Storlundens i London ingrepp i lokala lundars inre angelägenheter. De protesterande lundarna sammanslöt sig i Förenade Gamla Druidorden, ur vilken Svenska Druid-Orden härrör.

## Kulturakademier
I slutet av 1700-talet började walesisk, skotsk och irländsk nationalism att växa fram. Walesare, som under urbaniseringen hade flyttat till London, bildade litterära sällskap, som exempelvis The Honourable Society of Cymmrodorion. Den excentriske walesaren Edward Williams (känd under pseudonymen Iolo Morganwg) grundade på 1790-talet en kulturakademi med ordenssällskapsliknande drag, Gorsedd, som numera är en aktad kulturakademi i Wales, och som anordnar en årlig kulturfestival, National Eisteddfod. Gorsedd utnämner medlemmar under de tre olika titlarna "bard", "ovat" och "druid", med hjälp av rituella upptagningsceremonier, ursprungligen författade av Iolo Morganwg. Till ledamöterna hör bland annat Elizabeth II och den tidigare ärkebiskopen av Canterbury, Rowan Williams. Från den walesiska Gorsedd har en cornisk och en bretonsk motsvarighet knoppats av. Den walesiska Gorsedd vill inte på något vis förknippas med andra druidordnar, och när den bretonska motsvarigheten tog emot medlemmar av OBOD som gäster, bröts tillfälligt kontakten mellan de båda Gorseddau.

## Esoteriska eller medeldruidiska druidordnar
Under inflytande av Iolo Morganwgs författarskap, bildades under 1800-talets och 1900-talets lopp ett antal druidordnar öppna för alla personer som tror på ett Högsta Väsende, eller öppna för alla människor oavsett trosövertygelse. Ett från Gorsedd skilt ordenssällskap organiserades av Gorsedd-medlemmar i Pontypridd på 1850-talet, men blev inaktivt i början av 1900-talet. Ett annat, Ancient and Archaeological Order of Druids grundades av frimuraren Robert Wentworth Little på 1870-talet, och gav 1912 upphov till en nordamerikansk dotterorden, numera känd som Ancient Order of Druids in North America  (som inte skall förväxlas med vare sig Ancient Order of Druids eller Ancient Druid Order). Ancient Druid Order - British Circle of Universal Bond växte fram under ledning av George Watson MacGregor Reid 1909-1912 under det ursprungliga namnet An Druidh Uileach Braithreachas. Order of Bards, Ovates and Druids bröt sig ur föregående ordenssällskap 1964 under ledning av Ross Nichols. Ett antal nordamerikanska internatskolestudenter grundade Reformed Druids of North America 1963. Universal Druid Order har rötter i både Ancient and Archaeological Order of Druids och i en gren av Ancient Druid Order: Order of Druid Hermeticists (Den sistnämnda var fr.o.m. 1932 en vidareutveckling av An Druidh Uileach Braithreachas, och efter 1948 gjorde både denna och  Ancient Druid Order - British Circle of Universal Bond anspråk på att utgöra den legitima fortsättningen av samma organisation). Secular Order of Druids (som definierar sig som "icke-religiös" men "naturmystisk") växte fram i Storbritannien fr.o.m. 1985, medan Glastonbury Order of Druids, som förenar kristna, nyhedniska och nyandliga drag, grundades 1988.

### Trosföreställningar
Alla druidordnar är givetvis "nydruidiska", i den meningen att ingen av dem har historisk organisatorisk kontinuitet med de forntida druiderna. Den nordamerikanske nyhedniske druiden Isaac Bonewits föreslog emellertid användningen av ordet "medeldruidiska" (meso-druid) eller medelpaganska (meso-pagan) om ovanstående ordenssällskap i syfte att skilja dem från sådana "nydruidiska" druidordnar som exklusivt ägnar sig åt nyhedendom. Till skillnad från nydruidiska/nyhedniska druidordnar har medeldruidiska druidordnar medlemmar från ett brett spektrum av religiösa tillhörigheter: Kristna, deister, reformjudar, buddhister, panteister och nyhedningar. Eftersom den medeldruidiska rörelsen uppkom under upplysningstiden är upplysningstidens ideal om religiös tolerans av stor betydelse för de medeldruidiska ordenssällskapen. 
De medeldruidiska ordenssällskapen förväntar sig vanligtvis inte att medlemmar skall dela något större antal trosföreställningar. Eftersom Iolo Morganwg förknippade de forntida druiderna med vördnad för naturen, brukar naturmystik vara en minsta gemensam nämnare för medeldruidiska ordnar, med eller utan fascination för äldre keltisk litteratur.
Iolo Morganwg blev själv deist, och författade en bön som används vid både Gorsedds och medeldruidernas sammankomster. I originalversionen, som fortfarande används av Gorsedd, riktar den sig till Duw (Walesiska: "Gud"), men under 1900-talets lopp har andra druidordnar bearbetat denna ingress på ett stort antal sätt för att kunna användas i multi-religiösa, panteistiska respektive nyhedniska sammanhang. Vad "ett Högsta Väsende" innebär tolkas av många druidordnar på ett så brett sätt som möjligt. Inom RDNA förväntas medlemmarna inte ens nödvändigtvis vara eniga om existensen av ett Högsta Väsende, men eftersträva "Sanning" eller "Medvetenhet" med hjälp av bland annat – men inte enbart – naturupplevelser.
Trots att många av Iolo Morganwgs skrifter med tiden visade sig vara hans egna egna dikter och uttryck för hans egna visionära ideal – eller, som hans kritiker uttryckte saken: falsarier – och inte alls genuina skildringar av fornkeltisk världsbild, gör några av de medeldruidiska ordenssällskapen ännu bruk av dem. Till denna världsbild hör föreställningen att alla varelsers själar uppkommer i en underjordsvärld (i bildlig mening), Annwn, lever ett eller flera liv i sinnevärlden, Abred, för att slutligen uppnå slutmålet i en andlig värld, Gwynfydd. Det Högsta Väsendet anses – ehuru delvis immanent – delvis utgöra ett separat transcendent verklighetsplan: Ceugant. Denna föreställningsvärld – som Iolo Morganwg förefaller ha utvecklat under inflytande av den skotske poeten James Thompsons dikt The Castle of Indolence (1748) – är dock inte något som avkrävs medlemmar i OBOD eller RDNA.
Till skillnad från brittiska druidordnar förekommer inom RDNA i viss utsträckning läsning ur många olika religioners heliga skrifter – inte i normativt syfte, men för att tjäna som meditationsunderlag och diskussionsunderlag.
Personifikationer av naturfenomen eller årstider förekommer ofta inom medeldruidiska ordenssällskap, men endast nyhedniska medlemmar uppfattar dem som "gudar" och "gudinnor" i polyteistisk  mening. Så förekom bland Pontypridd-druiderna föreställningen om Celi (förknippad med solen och himlen) och Ced eller Ceridwen (här förknippad med månen och jorden) på ett sätt som kan ha påverkat uppkomsten av Wicca. Diverse olika keltiska, eller ur riddarromanerna hämtade, gestalter kan personifiera årstiderna inom OBOD. RDNA använder dels galliska gudomar för att personifiera naturfenomen, dels den sedan medeltiden välkända västerländska allegoriska gestalten "Moder Jord", dels två gestalter myntade av organisationens grundare: Beal (himlen) och Dalon ap Landu (trädlundarna).

### Högtider
Att följa årstidernas rytm med hjälp av ett antal regelbundet återkommande högtider, har varit en del av medeldruidismen sedan Iolo Morganwgs tid. I Iolo Morganwgs skrifter förmodades de forntida druiderna ha firat vintersolståndet, vårdagjämningen, sommarsolståndet och höstdagjämningen. Pontypridd-druiderna försåg denna cykel med en rudimentär solmyt, enligt vilken solen skulle födas vid vintersolståndet och uppnå ålderdomen vid höstdagjämningen.
Under 1900-talets lopp förbättrades forskningsläget om forntida keltisk religion, och Ross Nichols, som var medlem av Ancient Druid Order - British Circle of Universal Bond, insåg att fyra andra högtider hade bättre stöd i källmaterialet än vad Iolos fyra påstådda högtider hade: Forntidens irländare hade verkligen firat Beltine (1/5), Lughnasadh (1/8) och Samhain (1/11), och på Nichols tid förekom spekulationer om det kristna firandet av  Brigid av Kildare (1/2) som en rest av en förkristen högtid, eftersom det kristna helgonet delade förnamn med en förkristen gudinna. Inom irländsk och skotsk folklore var de fyra högtiderna viktiga även under den kristna medeltiden och senare. Nichols sammanförde de högtider som hans druidorden redan firade med dessa fyra irländska högtider, till ett symmetriskt högtidsår med åtta högtider. Nichols fick inte gehör för sitt utbyggda högtidsår inom Ancient Druid Order under sin livstid, bröt efter ett omstritt byte av ordförande 1964 med sin moderorden, och organiserade tillsammans med sina anhängare dotterorden OBOD, som började göra bruk av Nichols utökade högtidsår. Redan några år tidigare hade en annan medlem av Ancient Druid Order - British Circle of Universal Bond, Gerald Gardner, tagit intryck av Nichols, och börjat använda dennes utbyggda högtidsår inom den nya religionen Wicca, och högtidsåret spreds från denna religion till många andra nyhedniska rörelser. Det medeldruidiska högtidsåret har på så sätt fått genomslag långt utanför medeldruidismens egna miljöer.

## Nyhedniska druidordnar
Sedan 1980-talet finns ett stort antal nyhedniska druidordnar. Till skillnad från de esoteriska eller medeldruidiska druidordnarna ägnar sig de nyhedniska eller nydruidiska druidordnarna åt att dyrka polyteistiska gudomar, naturandar och förfädersandar, och till skillnad från medeldruidiska ordenssällskap försöker man inte aktivt att inkludera monoteistiska, panteistiska eller agnostiska medlemmar.
Till de brittiska nyhedniska druidordnarna hör bl.a. British Druid Order (gr. 1979), Loyal Arthurian Warband (gr. 1991) och Insular Druid Order (gr. 1993).
Till de nordamerikanska nyhedniska druidordnarna hör bl.a. New Reformed Druids of North America och Schismatic Druids of North America (som bröt sig ur RDNA 1976 över frågan om man skulle definiera sig själva som hedniska eller inte), Ár nDraíocht Féin (som grundades 1983/1984 av f.d. medlemmar i NRDNA och SDNA, och har en inriktning på indoeuropeisk religion i allmänhet), Henge of Keltria (gr. 1988 genom en utbrytning ur ADF, i syfte att renodla utövandet av fornkeltisk religion) och Order of Whiteoak (gr. 1997 i syfte att utgöra ett decentraliserat icke-hierarkiskt alternativ).